# 上匈牙利

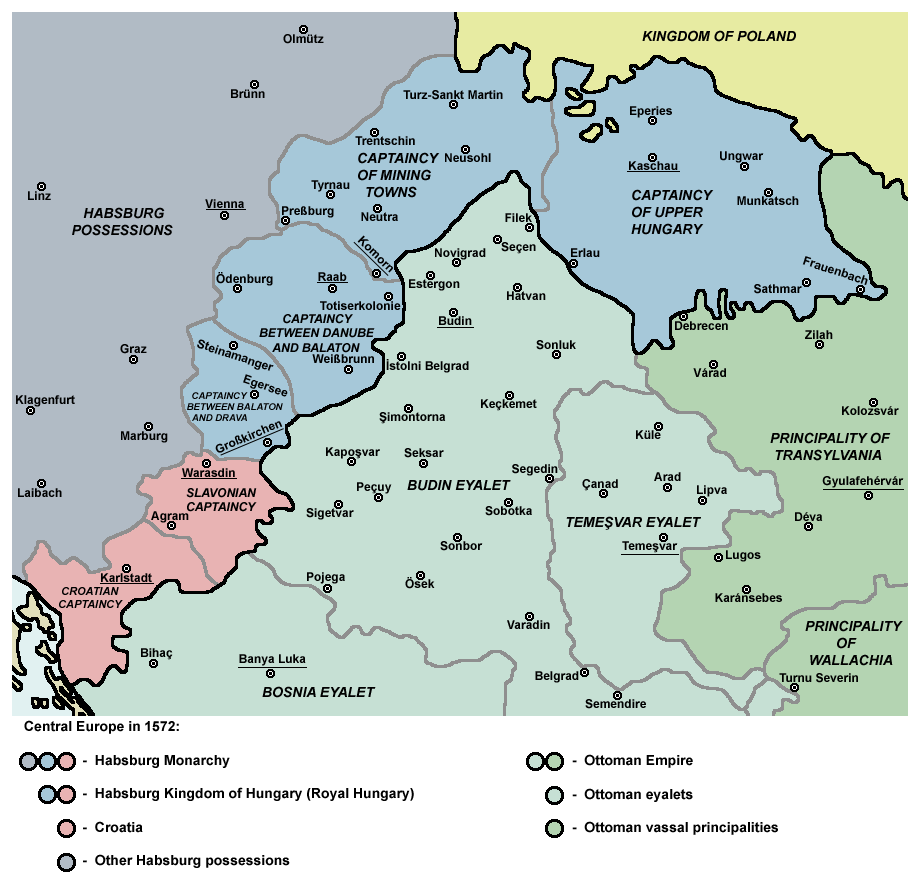
1572的皇家匈牙利與上匈牙利

上匈牙利（Upper Hungary），是指匈牙利語中的地區，這一地區是歷史上的匈牙利王國北部地區，大致相當於現在的斯洛伐克。在和鄂圖曼土耳其帝國作戰期間，上匈牙利幾乎是匈牙利僅存的領土。上匈牙利是一個民族雜居的地區，主要民族有斯洛伐克人、匈牙利人、德國人和盧森尼亞人，其中斯洛伐克人是上匈牙利的主體民族。在當時的匈牙利國內並沒有規定斯洛伐克人在上匈牙利擁有特殊地位或自治的法律。

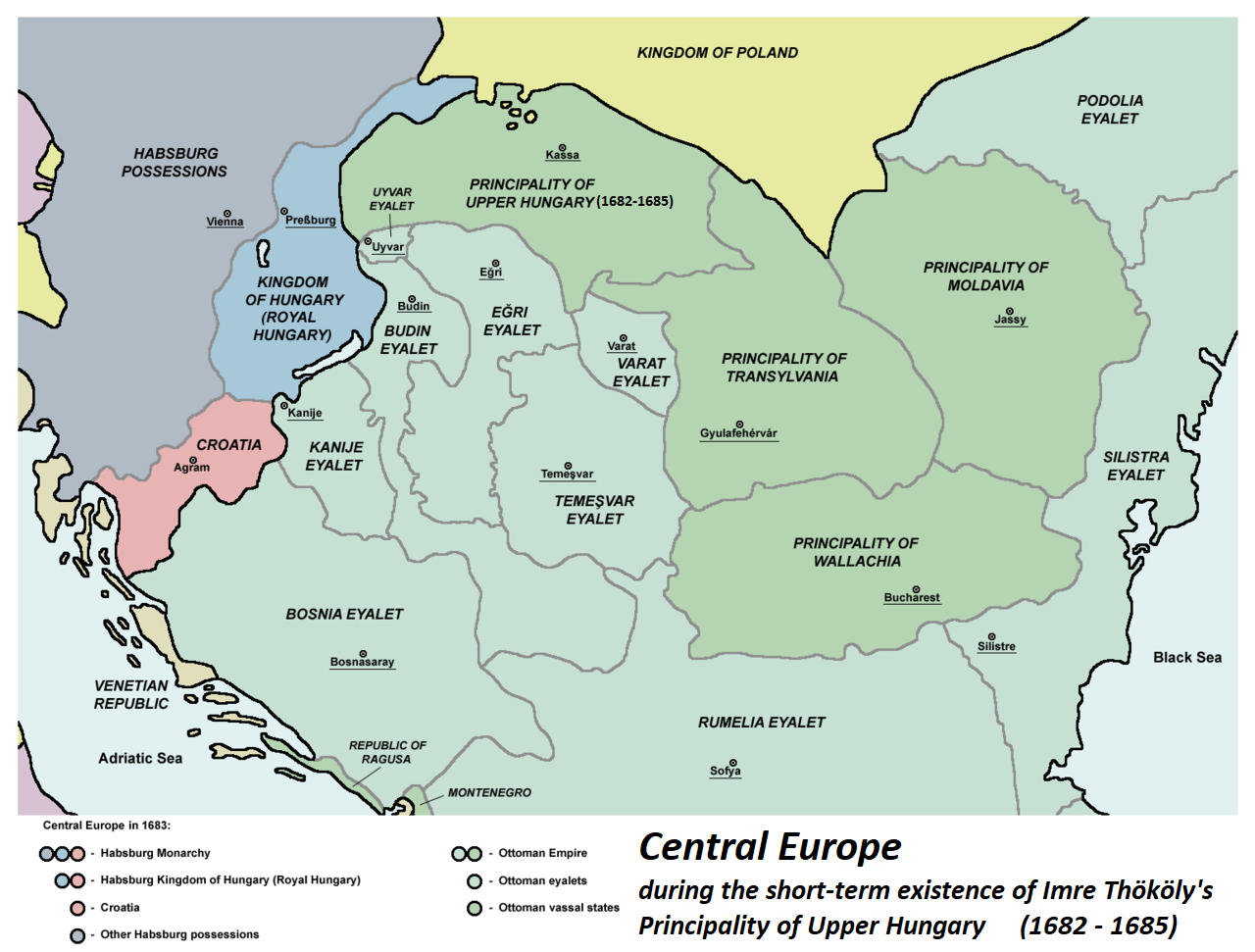
1683的皇家匈牙利與上匈牙利